# عمليات الثورة الفلسطينية
عمليات الثورة الفلسطينية، مشهود لها منذ اندلاع الكفاح المسلح الفلسطيني، ضد الاحتلال الصهيوني، حيث ساهمت العديد من الفصائل المسلحة الفلسطينية بعمليات بطولية، سجلت في التاريخ، ومن هذه العمليات :
- عملية شناو[1][2]
- عملية الخالصة[3]
- عملية قبية[4]
- عملية اللد[5]
- عملية الحافلة
- عملية الجرافة[6]
- عملية عيون الحرامية[7]
- عملية ميونخ[8]